# Abubakar Datti Yahaya
Abubakar Datti Yahaya (* 27. Januar 1952 in Tudunwada, Zaria) ist ein nigerianischer Richter und war Richter am Obersten Gerichtshof von Gambia.

## Leben
Er besuchte die Grundschule und weiterführende Schule in Sabon-Gari, die Zaria Town School No. 1 in Zaria, Minna, Mubi Abuja und das Kings College in Lagos, wo er 1971 sein High-School-Zertifikat erhielt. Im September 1972 besuchte er die Ahmadu Bello University in Zaria und schloss sein Studium 1975 mit einem LLB ab. Anschließend besuchte er von 1975 bis 1976 die Nigeria Law School in Lagos und wurde im Juli 1976 als Anwalt in Nigeria zugelassen. Anschließend absolvierte er von 1976 bis 1977 den obligatorischen Nationalen Jugenddienst in Imo. Nach Abschluss des Dienstes begann er im Juli 1977 als Staatsanwalt im Justizministerium des Bundesstaates Kaduna zu arbeiten. Anschließend ging er 1978 für ein Studienjahr nach Ghana, um sich in Gesetzesentwurf ausbilden zu lassen. Von 1979 bis 1983 war er als Rechtsberater im Abgeordnetenhaus des Bundesstaates Kaduna tätig. 1984 wurde er zum Chefjurist ernannt. 1985 stieg er zum Solicitor General und Ständigen Sekretär auf. 1988 wurde er zum Richter am Obersten Gericht des Bundesstaates Kaduna befördert. 1997 wurde er aufgrund eines bilateralen Abkommens an die Justiz von Gambia abgeordnet.
Während seiner Zeit in Gambia arbeitete er hart und stieg zum Präsidenten des Berufungsgerichts von Gambia auf (von 2000 bis 2003). Am 15. Februar 2008 wurde er zum Richter am Berufungsgericht von Nigeria ernannt, er war in mehreren Kammern des Berufungsgerichts Nigeria tätig. Er war Vorsitzender des Berufungsgerichts in den Kammern Kano und Abuja.  Yahaya wurde am 30. Dezember 2016 am Obersten Gerichtshof von Gambia vereidigt, um den Antrag von Präsidenten Yahya Jammeh auf Aufhebung des Ergebnisses der Präsidentschaftswahl von 2016 anzuhören. Er wurde zusammen mit den nigerianischen Richtern Habeeb A. O. Abiru,  Abubakar Tijani, Obande Festus Ogbuinya  und Akomaye Agim  sowie den aus Sierra Leone stammenden Richter Nicholas Colin Brown vereidigt.
Ende Januar 2022 trat er in den Ruhestand ein. Er war ehemaliger Vizepräsident des Nigerianischen Roten Kreuzes. Er ist ehemaliges Mitglied der Common Wealth Magistrates and Judges Association (CMJA).